# Ingvar Borild
Karl Ingvar Borild, född 22 mars 1911  i Täby, död 20 oktober 2000 i Stockholm, var en  svensk filmfotograf.
Borild är begravd på Norra begravningsplatsen utanför Stockholm.

## Filmfoto i urval
- 1943 – Frösöblomster
- 1953 – Flickan från Backafall
- 1953 – Marianne
- 1953 – Göingehövdingen
- 1954 – Hästhandlarens flickor
- 1955 – Blå himmel
- 1955 – Janne Vängman och den stora kometen
- 1958 – Ett svårskött pastorat
- 1958 – Kvinna i leopard